# Al-Araqeeb

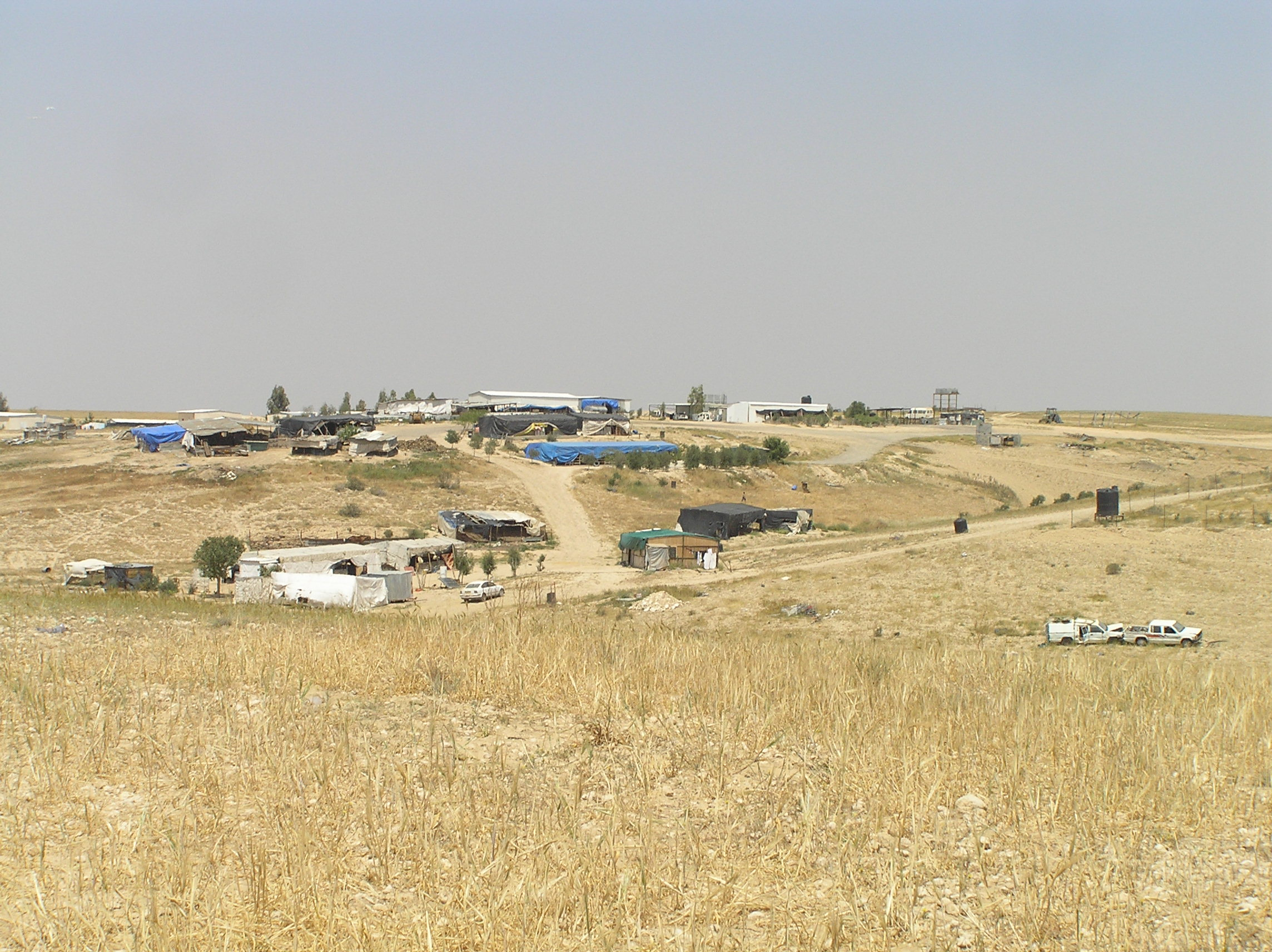
al-ʿAraqeeb, 2010

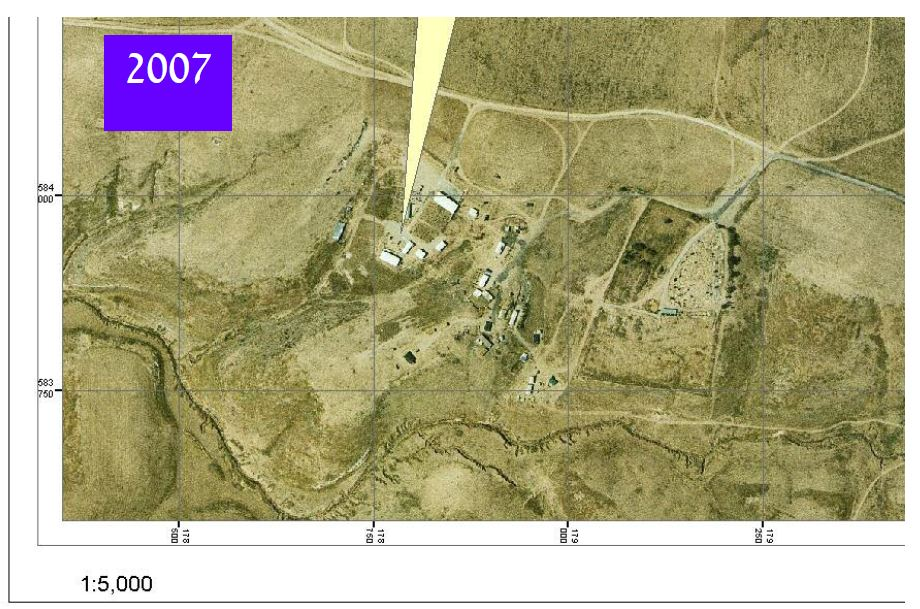
Luftaufnahme von al-ʿAraqeeb, 2007

Al-ʿAraqeeb (arabisch قرية العراقيب, DMG Qaryat al-ʿArāqīb, hebräisch אַלְ-עַרָאקִיבּ al-ʿArāqīb, englisch und international auch Arakib) ist eine Siedlung des Beduinenstammes al-Turi in Israel. Sie zählt zu den in der Wüste Negev befindlichen 35 „nicht anerkannten Ortschaften“ (englisch Unrecognized Villages), in denen insgesamt 68.000 Menschen leben, und liegt acht Kilometer nördlich von Beʾer Scheva. Das Dorf ist nicht an das israelische Strom- und Wasserversorgungsnetz angeschlossen, wird von der israelischen Regierung nicht anerkannt und wurde laut palästinensischen Quellen schon mindestens 192-mal (Stand: September 2021) abgerissen und wiederaufgebaut. Diese Konfliktsituation hängt mit dem Prawer-Plan zusammen.

## Geschichte
Der al-Turi-Friedhof der Beduinen aus al-ʿAraqeeb stammt aus dem Jahr 1914. Nach dem Palästinakrieg (1947–1949) begann Israel, die Beduinen der Wüste Negev zu vertreiben. Bis 1954 verdrängte Israel fast 90 % der ungefähr 100.000 dort lebenden Beduinen. Nach Aussagen des israelischen Architekten und Menschenrechtsaktivisten Eyal Weizman wurden zur Durchsetzung der Vertreibung verschiedene Methoden wie Zerstörung von Häusern, Verbrennen von Zelten und Einsatz von Schusswaffen verwendet. Die betroffenen Beduinen flüchteten in den Gazastreifen und ins Westjordanland. Manche wurden zwangsweise in das Reservat Siyāj umgesiedelt.
Diese Vertreibung war jedoch nicht von Dauer, denn die aus al-ʿAraqeeb stammenden Beduinen, wie die Familien al-Turi und al-ʿUqbis, kehren immer wieder nach al-ʿAraqeeb zurück. Ihr Dorf steht auf einer Linie von 200 Millimeter Niederschlagsmenge pro Jahr, die von israelischen Meteorologen ermittelt wird und der Regierung als Scheidelinie zwischen landwirtschaftlich nutzbaren Flächen und Wüste dient. Bis jetzt verweigern israelische Gerichte den Beduinen Landbesitz südlich dieser Linie, es sei denn sie weisen nach, vor 1858 schon osmanische Rechtstitel erworben zu haben, was die Anspruchsteller meist nicht nachweisen können. In jenem Jahr machten die osmanischen Behörden Landbesitz von der steten Nutzung abhängig, wer die Nutzung unterbricht, wie typisch bei nomadisch Lebenden, verlor seither seine Nutzungsrechte, es sei denn sie wurden vorher bereits als durch osmanische Titel als privat anerkannt. 
Ländereien, an denen niemand Rechtstitel hält, unterliegen der staatlichen Landverwaltung durch die Raschut Mequrqeʿei Jisrael (hebräisch רָשׁוּת מְקֻרְקְּעֵי יִשְׂרָאֵל deutsch ‚Behörde der Immobilien Israels‘, englisch Israel Land Administration) die im landwirtschaftlich bebaubaren Bereich Agrarland meist nur an Moschavim und Kibbuzim in Erbpacht vergibt, ohne Möglichkeit freies Grundeigentum zu erwerben. 2012 wies ein israelisches Gericht ein von den al-ʿUqbis angestrengtes Gerichtsverfahren ab.
Der Jüdische Nationalfonds plante in diesem Gebiet, zu dem auch das Dorf al-ʿAraqeeb gehört, ein Aufforstungsprojekt, gegen das bei israelischen Naturschützern Vorbehalte bestehen. Gegen diesen Plan erhoben einige der in Rahat und im benachbarten Dorf wohnenden Beduinen Einspruch. Im Juli 2010 wurde das Dorf daraufhin von 1300 Polizisten zerstört, und zwar im Auftrag der Behörde der Immobilien Israels.
Nach einem sechsjährigen Gerichtsverfahren entschied das Landgericht von Beʾer Scheva gegen die von der Familie al-ʿUqbi eingereichten Klagen, die den Landbesitz der Familie für sich beanspruchten. Die Richterin entschied, der Nachweis privater Bodenrechte sei nicht erbracht, weshalb das Land dem Staat gehöre. Jedoch missachteten die Beduinen diese Entscheidung und errichteten dort noch 59 Mal Gebäude oder Zelte, die jedoch immer wieder von Polizei oder Militär zerstört wurden. Aziz al-Turi, ein Vertreter des Dorfes, stellte die Frage, warum es Juden erlaubt ist, in den Negev umzuziehen und dort in Kibbuzim, Moschavim und auf Bauernhöfen zu leben, während dieses Recht den Beduinen verweigert werde, die auch gerne in ihren eigenen Dörfern wohnen würden.

## Landbesitz

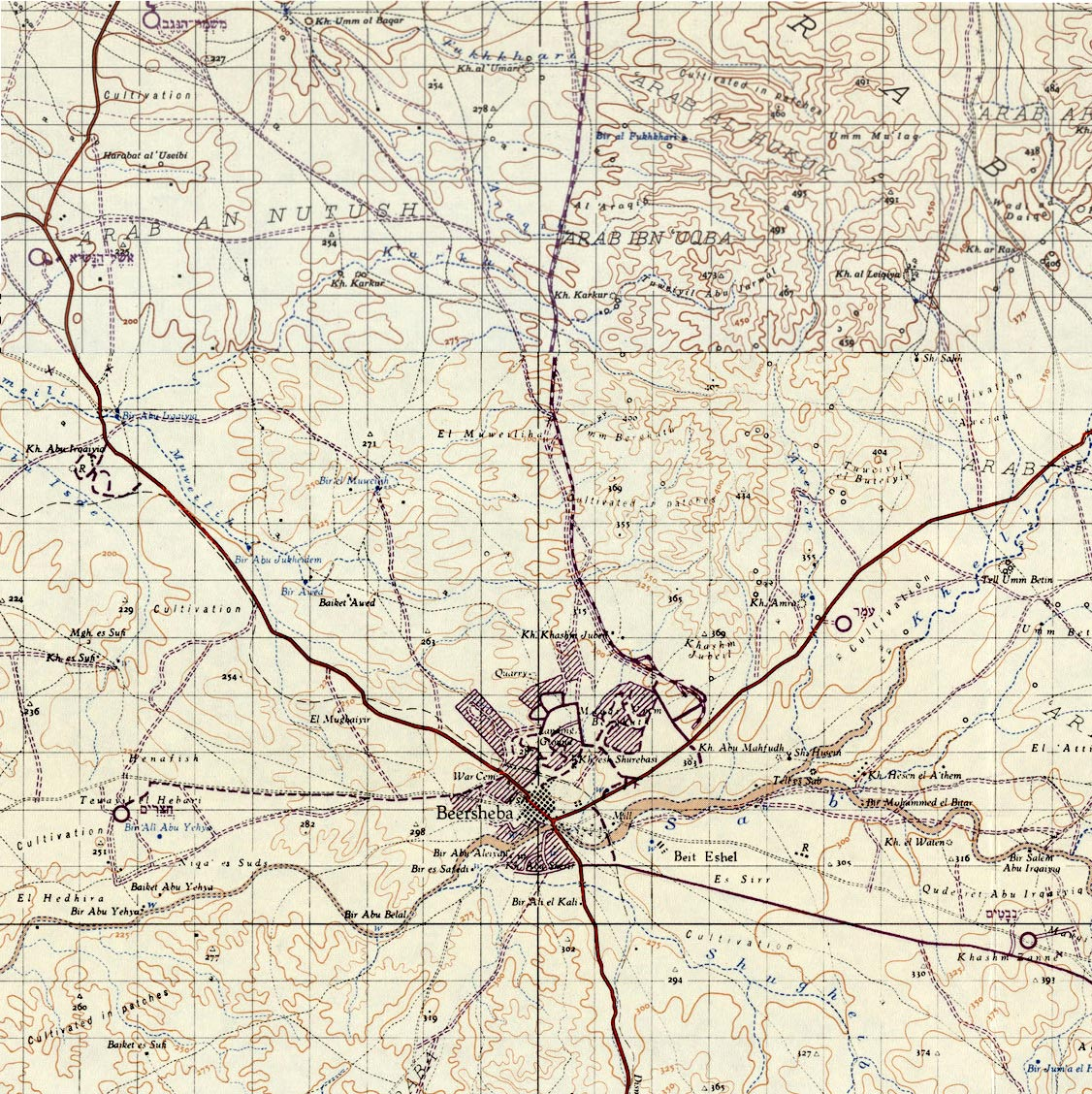
Eine Landkarte von Beʾer Scheva und Umgebung aus den 1940er Jahren

Laut Selbstverständnis der Beduinen von al-ʿAraqeeb gehören ihnen knapp 1900 Hektar der Negev, da sie für diese unter dem Osmanischen Reich und den Britischen Mandatsbehörden in Palästina Vermögensteuern bezahlt hätten. 1951 seien sie vom israelischen Militär in Siedlungen an der Grenze des Westjordanlands zwangsumgesiedelt worden.
Aus Sicht der israelischen Behörden wurde das Land vom Staat übernommen, weil es verlassen worden sei und die damaligen Bewohner keine Abtretungsurkunde gehabt hätten. Die Beduinen seien Hausbesetzer, die das Gesetz regelmäßig brächen. Der Staat räumt ein, dass die Beduinen auf dem Land gelebt haben, argumentiert jedoch, dass die Osmanen den Besitz nie an die Beduinen übertragen haben und die Beduinen nie eine dauerhafte Siedlung gegründet haben.

## Zwangsräumungen

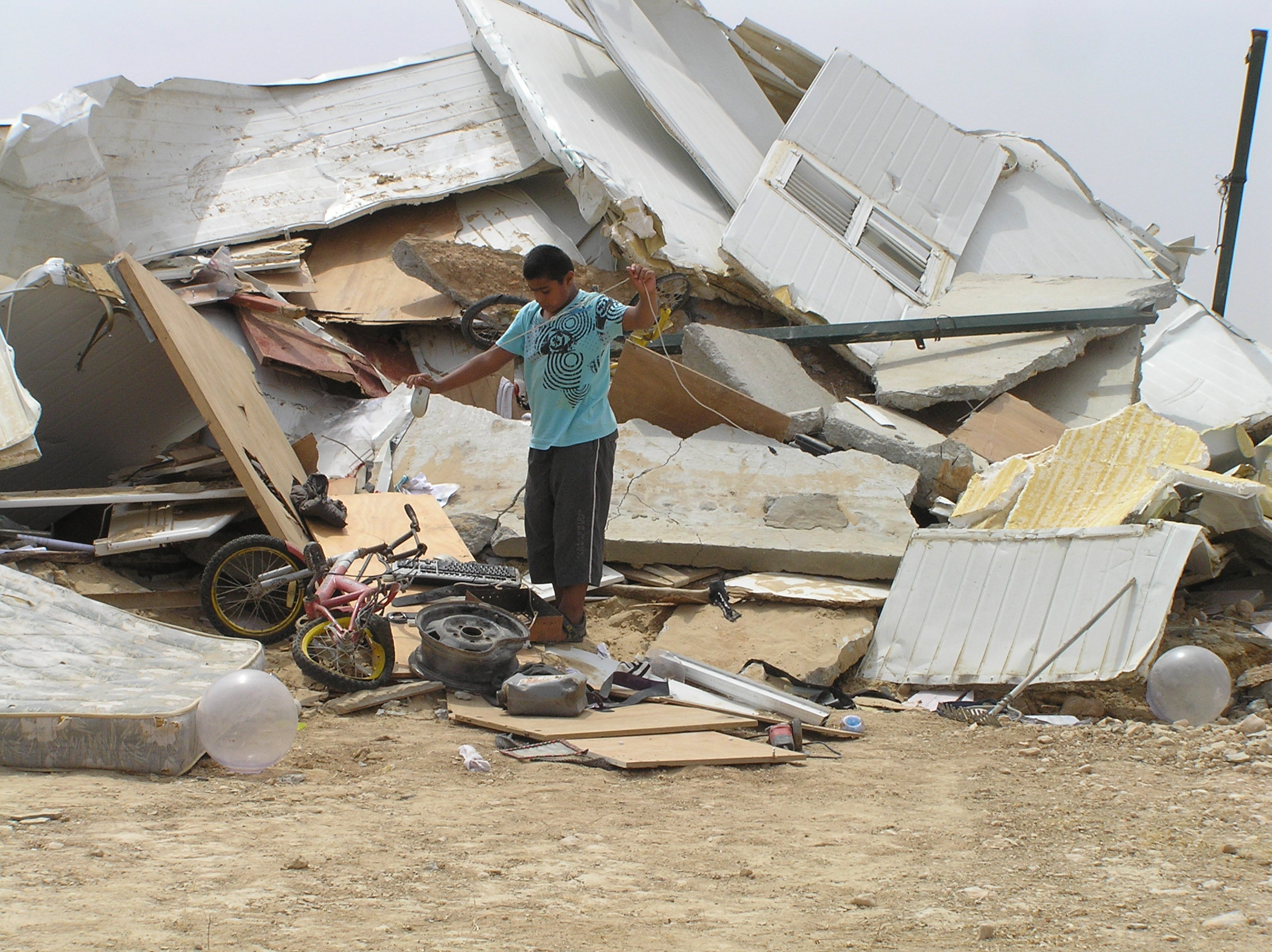
Abgerissenes Haus in al-ʿAraqeeb

Im Juli 2010 zerstörten Inspektoren der Israel Land Administration und 1300 Polizisten die 46 Gebäude des Dorfes und entwurzelten 850 Bäume, die später irgendwo anders gepflanzt wurden. Zeugen äußerten gegenüber dem amerikanischen Fernsehsender CNN, dass die israelische Polizei von Busladungen von zujubelnden Zivilisten begleitet wurde.
Manche Bewohner fingen sofort an, ihre Häuser wieder aufzubauen. Am 4. August 2010 wurde das Dorf erneut zerstört, sechs Personen wurden verhaftet. Nachdem Taleb el-Sana, der beduinische Abgeordnete der Knesset, versucht hatte, die Zerstörung Einhalt zu verhindert, wurde er von der Polizei zwangsweise entfernt.
In den folgenden Wochen wurde al-ʿAraqeeb ein drittes (10. August 2010) und viertes (17. August 2010) Mal zerstört. Die Zerstörung am 17. August fand während des Ramadan statt. Die Bewohner kehrten zurück und bauten ihre Häuser wieder auf.
Am 16. Januar 2011 zerstörten israelische Sicherheitskräfte elf provisorische Gebäude. Demonstranten stießen mit der Polizei zusammen, und die Polizei verletzte fünf von ihnen mit Pfefferspray und Gotcha-Waffen. Die Bewohner kehrten sofort zurück, die Polizei am folgenden Tag. Ein israelischer Polizist wurde von einem Stein getroffen, ein Demonstrant von einer Gotcha-Waffe verletzt, fünf Demonstranten wurden verhaftet. Am 31. Januar 2011 wurde das Dorf ein weiteres Mal zerstört, während die Polizei die Aufforstungsarbeiten des Jüdischen Nationalfonds beschützte.
Am 10. Februar 2011 kam es zu weiteren Zusammenstößen, nachdem Bewohner und Demonstranten die Arbeit der Forstarbeiter gestört hatten. Sechs Menschen wurden verletzt, und drei Bewohner wurden wegen Steinewerfens verhaftet. Am 16. Februar 2011 stießen Dorfbewohner wieder mit Arbeitern des Jüdischen Nationalfonds und der Polizei zusammen. Die Polizei verwendete Gotcha-Waffen, zwei Demonstranten wurden verletzt und ins Krankenhaus gebracht.
Im September 2019 wurden die Dorfbewohner von der Polizei gewaltsam entfernt und die Siedlung zum 162. Mal zerstört. Bei allen Polizeiaktionen blieb der beduinische Friedhof unbeschadet.

## Gerichtsverfahren
Ende 2006 reichten 17 Beduinen der al-ʿUqbi Familie sechs Landbesitzansprüche ein. Sie behaupteten, dass das von den Anspruchstellern besetzte Land den Beduinen gehöre, dazu gehöre al-ʿAraqeeb. Während eines fünfjährigen Gerichtsverfahrens sagten Gerichtssachverständige und Zeugen aus, historische Dokumente wurden aufgearbeitet und Landgesetze verschiedener Zeiträume wurden studiert. Die prominentesten israelischen Experten auf dem Gebiet der Geschichte und politischen Geografie sagten aus. Für die Kläger sagten Oren Yiftachel von der Ben-Gurion-Universität im Negev aus, für den Beklagten Ruth Kark von der Hebräischen Universität Jerusalem.
Die Kläger führten an, dass die staatliche Anordnung von 1951, das umstrittene Land nicht als Privates anzuerkennen, auf einer irrigen Annahme basiere. Namentlich nahm der damalige Staat an, dass das Land nach dem osmanischen Tımar-Gesetz als Mawat eingeordnet wurde. Dieser Begriff bezog sich auf unkultiviertes Land, das nicht an besiedeltes Land angrenzte. Die Kläger behaupteten, dass das Land in der Tat von den Beduinen bebaut und besessen wurde, und als Folge davon sei das Land Miri anstatt Mawat. Yiftachel argumentierte, dass die Siedlung, obwohl sie nicht registriert war, als „Dorf“ gemäß der Landverordnung von 1921 anzusehen sei.
Ruth Kark war die Expertin des Staates. Sie legte dar, dass es vor dem Jahr 1858 keine fixierten Siedlungen auf dem Land oder in der Nähe davon gegeben habe. Ihrer Meinung nach war die erste dauerhafte Siedlung Beʾer Scheva, die 1900 von den Osmanen gegründet wurde und elf Kilometer von al-ʿAraqeeb entfernt liegt. Als Folge davon meint sie, dass das Land in der Tat Mawat sei. Der Staat legte eine Luftaufnahme des Gebiets vor, die das Fehlen von Anbau während der Zeit des britischen Mandats (1923–1948) zeigen soll. Die Beduinen legten Luftaufnahmen aus der Zeit ab 1945 vor, die ihrer Ansicht nach weitreichenden Anbau zeigten.
Das Urteil wurde am 15. März 2012 im Landgericht Beʾer Scheva von Richterin Sarah Dovrat gefällt. Sie entschied zu Gunsten des Staates und betonte das Versäumnis der Beduinen, ihr Land nicht bei der israelischen Bodenverwaltung registriert zu haben. Die Beduinen mussten die Anwaltskosten von 50.000 NIS (etwa 14.000 Euro) tragen.
Beim Gerichtsbeschluss bemängelte das Gericht den Experten der Kläger und behauptete, dass seine Zeugenaussage keine faktische oder zuverlässige Basis habe. Zusätzlich behauptete das Gericht, dass die interne Dokumentation der Beduinen zeige, dass sie wussten, dass sie das Land hätten registrieren sollen, sich aber dagegen entschieden hatten. Die Richterin bestätigte, dass die Zwangsräumung unregistrierter Siedlungen zulässig und gesetzlich ist.
Dem Gerichtsbeschluss entgegen errichteten die Bewohner weiterhin Gebäude in al-ʿAraqeeb, die regelmäßig wieder vom Militär eingerissen werden, das letzte Mal im Dezember 2021.
Gegen das Urteil vom 15. März 2012 wurde Berufung eingelegt.
Scheich Sayyah Abu Mdeighim al-Turi, das Oberhaupt („the head“) von al-ʿAraqeeb, trat am 25. Dezember 2018 eine Haftstrafe in Ramla an, die vorgesehenen zehn Monate wurden auf sieben herabgesetzt – am 22. Juli 2019 wurde der Siebzigjährige aus der Haft entlassen.